# Phrygionis polita
Phrygionis polita är en fjärilsart som beskrevs av Pieter Cramer 1780. Phrygionis polita ingår i släktet Phrygionis och familjen mätare. Inga underarter finns listade i Catalogue of Life.

## Bildgalleri

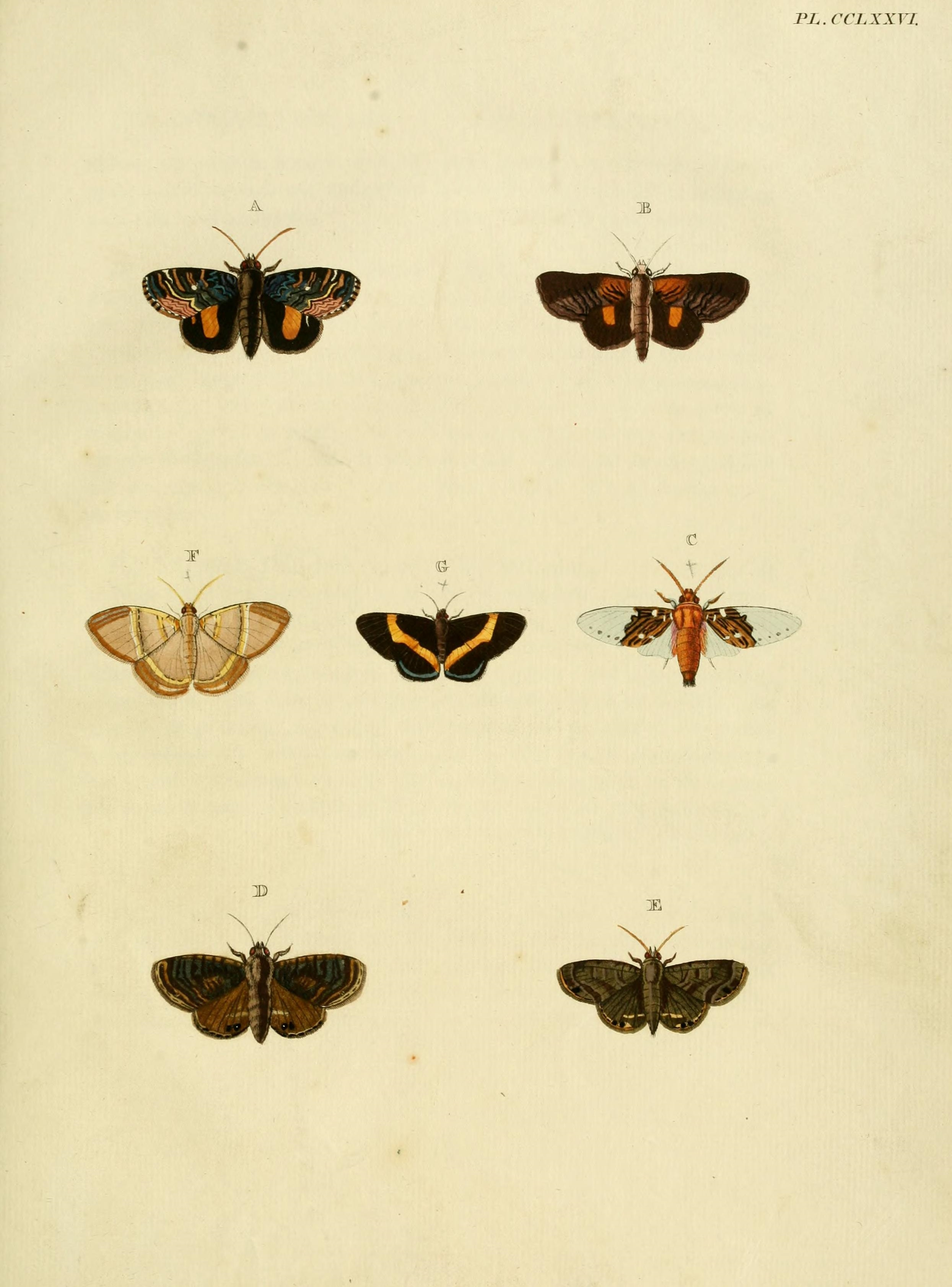